# Ciceu-Giurgești
Ciceu-Giurgești – wieś w Rumunii, w okręgu Bistrița-Năsăud, w gminie Ciceu-Giurgești. W 2011 roku liczyła 850 mieszkańców.